# Il bacio della Medusa
Il bacio della Medusa è il romanzo d'esordio di Melania Mazzucco, pubblicato da Baldini+Castoldi nel 1996 e finalista nello stesso anno al Premio Strega e al Premio Viareggio.

## Trama
Nell'atmosfera liberty d'inizio Novecento, tra Torino e la Costa Azzurra, si consumano le disperate esistenze di Norma, infelice neosposa del conte Felice Argentero, e di Madlenin Belmondo detta Medusa, dodicenne povera e analfabeta “comprata” dal vagabondo Peru, un artista di strada. Norma si innamora perdutamente della ragazzina, che sa parlare solo il patois. Ne nasce uno scandalo sociale che costerà alla donna l'internamento in manicomio.

## Edizioni
- Il bacio della Medusa, Milano, Dalai Editore, 2003.
- Il bacio della medusa, (Collana BUR), Milano, Rizzoli, 2007.